# Rondibilis multimaculata
Rondibilis multimaculata es una especie de escarabajo longicornio del género Rondibilis, tribu Acanthocinini, subfamilia Lamiinae. Fue descrita científicamente por Pic en 1936.

## Descripción
Mide 7 milímetros de longitud.

## Distribución
Se distribuye por Malasia.